# Jerzy Dominik (oficer)
Jerzy Dominik, ps. Wilnianin (ur. 21 stycznia 1913, zm. 18 sierpnia 1944 w Warszawie) – oficer Wojska Polskiego, w czasie okupacji zastępca dowódcy Obwodu Wola AK. Zginął w trakcie powstania warszawskiego na Muranowie.

## Życiorys
Przed 1939 był oficerem zawodowym piechoty 18 pułku piechoty w Skierniewicach. We wrześniu 1939 dowodził batalionem zapasowym. Od listopada 1939 uczestniczył w konspiracji jako oficer organizacyjny Komendy Obrońców Polski. Od czerwca 1941 był oficerem personalnym organizacji „Miecz i Pług”. Od lipca 1943 był zastępcą komendanta Rejonu 2 Obwodu Wola Armii Krajowej. Od stycznia 1944 był komendantem tego rejonu, zaś od lipca 1944 w stopniu porucznika, był zastępcą komendanta Obwodu Wola oraz pełnił funkcje oficera operacyjnego. 
W trakcie powstania warszawskiego po rozbiciu wolskich oddziałów Zgrupowania „Waligóra”, objął dowództwo po zranieniu dowódcy obwodu ppłk Jana Tarnowskiego „Waligóra”, oddziałów, które wycofały się na Stare Miasto. Od 13 sierpnia na zmianę z kpt. Stanisławem Stefaniakiem „Stefan”, dowodził „kompanią wolską” w Zgrupowaniu „Leśnik”. Poległ 18 sierpnia w walkach na Muranowie przy ul. Sierakowskiej 6. Zginął od wybuchu artyleryjskiego, a z nim ciężko raniony został płk Jan Szypowski „Leśnik”. Został też pochowany w miejscu swojej śmierci.
14 sierpnia rozkazem dowódcy Grupy AK „Północ”, odznaczony Krzyżem Walecznych. 21 sierpnia pośmiertnie odznaczony Srebrnym Krzyżem Orderu Virtuti Militari, za „wyjątkową odwagę osobistą wykazaną w walkach”. Order został zwreryfikowany pozytywnie uchwałą Kapituły Orderu Wojennego Virtuti Militari z dnia 13 października 2011. Pośmiertnie 27 września 1944 awansowany do stopnia kapitana.

## Ordery i odznaczenia
- Krzyż Srebrny Orderu Virtuti Militari[5]
- Krzyż Walecznych[2]